# Solomon Marcus
Salomón Marcus (n. 1 de marzo de 1925 en Bacau, Rumanía y fallecido el 17 de marzo de 2016 en Bucarest) fue un matemático rumano de etnia judía, miembro de pleno derecho (2001) de la Academia Rumana. Aunque el campo principal de su investigación ha sido el análisis matemático, las matemáticas y la lingüística computacional,  publicó numerosos libros y artículos sobre diversos temas culturales, desde la poesía, la lingüística, la semiótica, la filosofía o la historia de la ciencia y la educación.

## Biografía
Solomon Marcus nació el 1 de marzo de 1925 en la ciudad de Bacau. Sus padres, Sima (de soltera Herșcovici) y Alter Gherșin Marcus, eran sastres. De niño tuvo que aprender a convivir con diferentes dictaduras, guerras, restricciones de expresión y pensamiento y antisemitismo. Desde los 16-17 años, comenzó a ofrecer clases particulares a los estudiantes más jóvenes para ayudar a mantener a la familia. Aunque pasó la prueba de aptitud, debido a las leyes raciales, asistió los últimos cuatro años de la escuela secundaria en una escuela privada, creada ad hoc para judíos. Aprobó el primero de los 156 competidores en la aprueba de examen de bachillerato.
Después de graduarse de la escuela secundaria en su ciudad natal, asistió a los cursos de la Facultad de Matemáticas de la Universidad de Bucarest a partir del otoño de 1944. Durante sus estudios continuó sus clases particulares: “Fueron años de pobreza y tuve que mantenerme. ¡Siempre tuve hambre! Hasta los 20 años, nunca tuve mi ropa. Me puse los que me quedaron de mis hermanos mayores". En 1950 se graduó de la Facultad de Matemáticas con un diploma al mérito.
Después de esto, se dedicó a la educación universitaria, recorriendo, uno a uno, todos los pasos didácticos, siendo asistente universitario desde 1950 (un año en el Politécnico de Bucarest, además del profesor Nicolae Ciorănescu, pero también en la facultad que se graduó, en los cursos del profesor Miron Nicolescu), profesor universitario desde 1955, profesor asociado desde 1964, convirtiéndose finalmente en 1966 en profesor universitario en la Facultad de Matemáticas de la Universidad de Bucarest. En 1991 recibió el título de profesor emérito. Obtuvo el derecho a defender su doctorado sin deberes docentes, pero por el "expediente" de sus padres fue rechazado (de hecho, solo trabajaba el padre, siendo la madre ama de casa, para criar a los seis hijos vivos de los ocho nacidos, y en esa fecha ya tenían más de 60 años). Posteriormente, creando la posibilidad de defender el doctorado en paralelo con las tareas profesionales y beneficiándose del apoyo de los grandes profesores, que aún tenían dificultad, pero aún tenían palabra, obtuvo los títulos científicos de doctor en matemáticas en 1956 con la asignatura "Funciones monótonas de dos variables" y profesor de doctorado en análisis matemático en 1968 bajo la dirección del académico Miron Nicolescu.
Junto con su colega de generación en 1962, Nicolae Dinculeanu es coautor del libro de texto universitario de análisis matemático, escrito con su profesor, Miron Nicolescu, autor de un conocido tratado sobre análisis matemático. A partir de 1960 se dedicó cada vez más a la lingüística matemática y las ciencias afines, publicando menos en el campo que le dedicó, pero manteniéndose actualizado, realizando tesis de licenciatura y doctorado o solo siendo un referente en ambos campos. En lingüística matemática se benefició inicialmente del apoyo de dos eminentes académicos, Alexandru Rosetti, lingüista, el editor rumano más importante de entreguerras y Grigore C. Moisil, un gran matemático, mediante la creación de la Comisión de Cibernética de la Academia, así como una comisión de lingüística matemática. en la misma institución y publicando una publicación de gran circulación internacional, Cahiers de linguistique theorique et appliquee. A principios de la séptima década del siglo XX participará activamente en el Círculo de Lingüística de la Facultad de Filología de la Universidad de Bucarest y junto a los profesores Edmond Nicolau y Sorin Stati edita una Introducción a la Lingüística Matemática, entre las pocas obras de este tipo en aquellos tiempos. Con el apoyo de los dos académicos que se muestran arriba, así como Miron Nicolescu y Tudor Vianu, enseñó lingüística matemática simultáneamente tanto en la Facultad de Matemáticas como en la Facultad de Filología, a partir de 1961, junto con el filólogo Emanuel Vasiliu . Al mismo tiempo es investigador en el Instituto de Matemáticas de la Academia, hasta su abolición en 1975. Durante el comunismo publicará algunos de sus libros en serie en Student Life, un semanario que apareció bajo los auspicios de la Unión de la Juventud Comunista. a través del cual sus comentarios sobre ciencia, pero no solo, pudieron llegar al público más receptivo, compuesto por estudiantes e intelectuales interesados en actualizar conocimientos en una época cada vez más cerrada al mundo exterior. Publicará trabajos sobre la historia de las matemáticas, a través de medallones dedicados a sus antiguos profesores o a algunas de las principales figuras de la investigación matemática local. Grandes matemáticos del siglo pasado como Dimitrie Pompeiu, Traian Lalescu, Alexandru Froda, Grigore C. Moisil, Miron Nicolescu se beneficiaron de la competencia del profesor Marcus, a quien editó y cuidó del trabajo científico. Entre sus profesores, estuvo cerca de Miron Nicolescu, Grigore C. Moisil, Gheorghe Vrănceanu, Octav Onicescu, Dan Barbilian, Simion Stoilow.
Los campos de actividad en los que se manifestó fueron, según sus propias palabras: 1) Análisis matemático, teoría de la medida, topología. 2) Informática Teórica. 3) Lingüística matemática y gramáticas dependientes del contexto. 4) Teoría de la literatura y la poesía. 5) Semiótica. 6) Antropología cultural. 7) Historia y filosofía de la ciencia. 8) Biología. A todo ello se suma su constante y declarada preocupación por la educación, en todas las etapas de la vida del ser humano.
El profesor Solomon Marcus es autor de numerosos estudios interdisciplinarios, libros sobre el uso de las matemáticas en lingüística, análisis teatral, ciencias naturales y sociales, etc. Sus libros han sido traducidos a muchos países del mundo, con versiones en francés, inglés, ruso, alemán, español, italiano, checo, húngaro, serbio, griego. Ha publicado más de 50 volúmenes en Rumanía y que se han traducido a varios idiomas en Europa y más allá, y alrededor de 400 artículos en revistas científicas o especializadas. Su trabajo ha sido citado por más de 1000 autores. A partir de 1993, se convirtió en miembro correspondiente de la Academia Rumana y, a partir de 2001, se convirtió en miembro de pleno derecho de la Academia Rumana. Fue supervisor de doctorado en 24 graduados, algunos de los cuales también estaban realizando doctorados. Facilitó que exalumnos o sus colaboradores publiquen en revistas académicas aquellos resultados que merecen ser conocidos por el valor y novedad de sus soluciones, por lo que muchos de ellos empezaron siendo estudiantes.
Durante su vida fue miembro de la dirección de numerosas revistas especializadas en el extranjero en el campo de las matemáticas, informática, lingüística matemática, teoría literaria, etc. En la academia fue miembro del Comité Editorial de "Procedimientos de la Academia Rumana: A", en el equipo editorial de la Editorial de la Academia Rumana y en el Comité Editorial de la revista Académica. Fue profesor invitado en universidades de prestigio para realizar cursos o congresos únicamente, superando el número de universidades la cifra de 100. Ha presidido secciones en congresos de semiótica o lingüística matemática y ha sido ponente en más de 100 reuniones internacionales. Durante 10 años fue vicepresidente de la Asociación Internacional de Semiótica (1989-1999). Las universidades de Bacău, Constanța, Timișoara, Craiova y Petroșani le otorgaron el título de doctor honoris causa.
Después de 1989 abandonó sus obligaciones universitarias en la Facultad de Matemáticas e Informática de la Universidad de Bucarest, después de 42 años, siguió dirigiendo doctorados, y como uno de sus mentores, Grigore C. Moisil, estará presente en la mayor parte de sus preocupaciones en universidades, escuelas, eventos académicos, apariciones en radio y televisión, campamentos escolares, conferencias diversas, etc., militando por el cambio de la educación rumana, pasando de la forma pasiva, la memorización a una activa, en la que el alumno pregunte y hacer preguntas, abogando por la adaptación de los currículos escolares y los libros de texto a nuestro tiempo.
Está presente en las grandes enciclopedias como una autoridad en lingüística matemática, con gramáticas contextuales que llevan su nombre (Marcus Contextual Grammars). Colaboró con muchos matemáticos rumanos y extranjeros en estudios publicados, teniendo un artículo escrito por el conocido matemático húngaro Paul Erdös, siendo el único rumano que colaboró con él (el número de Erdös es igual a 1).
Una bibliografía de su trabajo está disponible en www.imar.ro/~smarcus y otra en http://funinf.cs.unibuc.ro/~marcus Archivado el 22 de mayo de 2010 en Wayback Machine. .
Sus intervenciones escritas u orales están tomadas en volúmenes por la editorial Spandugino, en la serie Heridas abiertas, respectivamente La necesidad de las personas, impresas en condiciones gráficas especiales sobre papel bíblico color marfil de 50 g/m².
Era hermano de Marius Mircu y Marcel Marcian, siendo el primero de ellos un prolífico periodista y novelista, miembro ilegal del partido comunista, que no contaminó a su hermano menor con su doctrina, cuya estructura de quiebra lo convenció no demasiado tarde. Entre sus muchas obras, mencionamos la novela The Tailor from Back, con datos biográficos sobre su familia y la ciudad de Bacău, así como volúmenes de informes sobre los programas en Bucovina y Moldavia durante la última conflagración mundial.
Estaba casado con Paula Diaconescu, profesora universitaria de la Facultad de Letras.
Fue miembro del elitista e influyente Club de Roma y participó en el trabajo de la Federación Mundial para el Estudio del Futuro.
Antes de 1989 solo recibió los Premios de la Academia por sus libros, y después de esa fecha, recibió varios premios, fue declarado ciudadano honorario (la mayoría de estos eventos vinieron de Moldavia) y fue coronado doctor honoris causa en algunas universidades locales (ver los párrafos Honores y Premios Literarios y Científicos ), de los cuales solo uno proviene de las mejores universidades del país. Su Majestad el Rey Michael I le dio la orden recién creada Nihil S ine Deo.
Desde 2014, se han celebrado en Bacău dos competiciones que llevan su nombre. uno interdisciplinario (de literatura y matemáticas) y otro de literatura rumana.
Solomon Marcus murió el jueves 17 de marzo de 2016 en el Hospital Fundeni de Bucarest. Fue enterrado con honores militares en el cementerio de filantropía judía en Bucarest el 20 de marzo de 2016.

## Volumen individual / coautor
- Análisis matemático . vol. I. Editorial Didáctica y Pedagógica de Bucarest, ed. I. 1962, 735 páginas, 2.ª edición 1963. 3.ª edición 1966, 768 páginas, 4.ª edición 1971, 785 páginas, 5.ª edición 1980, 790 páginas (en colaboración con Miron Nicolescu y Nicolae Dinculeanu).
- Lingüística matemática. Modelos matemáticos en lingüística . Ed. Didáctica y Pedagógica. Bucarest, 1963, 220 p.
- Gramáticas y autómatas terminados . Ed. Academiei, Bucarest 1964, 256 p.
- Lingüística matemática (segunda edición, revisada y complementada con cuatro nuevos capítulos). Educación Didáctica y Pedagógica, Bucarest, 1966, 254p
- Introducción a la lingüística matemática . Editorial científica, Bucarest, 1966, 336 p (en colaboración con Edmond Nicolau y Sorin Stati)
- Nociones de análisis matemático. Su origen, evolución e importancia . Editorial Científica, Bucarest, 1967, 237 p.
- Lenguaje, lógica, filosofía . Ed. Știintifică, Bucarest, 1968, 261 p (en colaboración con Al. Boboc, Gh Enescu, C. Popa y S. Stati ).
- Análisis matemático, vol. II, Editorial Didáctica y Pedagógica, Bucarest 1.ª ed. 1966; 2.º y 1971; 3.ª ed. 1980; 414 p. (En colaboración con Miron Nicolescu y N. Dinculeanu)
- Poética matemática . Ed. Academiei, Bucarest, 1970, 400 p.
- Del pensamiento matemático rumano . Editorial científica y enciclopédica, Bucarest, 1975, 224 p.
- La semiótica del folclore. Enfoque lingüístico-matemático . Ed. Academiei, Bucarest. 1975. 268 págs. (Coautor)
- Métodos distributivos algebraicos en lingüística . Ed. Academiei, Bucarest, 1977, 256 p. (Coautor).
- Señales sobre señales . Editorial científica y enciclopédica, Bucarest, 1979, 112 p.
- Métodos matemáticos en cuestiones de desarrollo . Ed. Academiei, Bucarest, 1982, 198 p. (Coautor Mircea Malita)
- Pensamiento algorítmico . Editorial Técnica, Bucarest, 1982, 131 p.
- Semiótica matemática de las artes visuales . Editorial Científica y Enciclopédica, Bucarest, 1982, 410 p. (Coordinador y coautor)
- Simion Stoilow . Editorial Científica y Enciclopédica, Bucarest, 1983, 315 p. (En colaboración con Cabiria Andreian Cazacu)
- La paradoja . Ed. Albatros, Bucarest, 1984, 183 p.
- Tiempo . Ed. Albatros, Bucarest, 1985, 386 p.
- Arte y ciencia . Ed. Eminescu, Bucarest, 1986, 332 p.
- Análisis matemático . vol. II Univ. Bucarest, 1986, 477 p. (Coautor)
- El impacto de las matemáticas . Ed. Albatros, Bucarest, 1987, 366 p.
- Formas de pensar . Colección "Ciencia para todos", Editorial Científica y Enciclopédica, Bucarest, 1987, 110 p.
- El desafío de la ciencia . La serie "Ideas contemporáneas", Politică Publishing House, Bucarest, 1988, 470 p.
- Invención y descubrimiento . Ed. Cartea Românească, 1989, 296 p.
- Análisis matemático. Materiales para el perfeccionamiento del profesorado de secundaria III. La Universidad de Bucarest , Facultad de Matemáticas, Bucarest, 1989, 319 p. (Coautor)
- Diccionario de análisis matemático . Editorial Científica y Enciclopédica de Bucarest, 1989 (coautor).
- Controversias en ciencia e ingeniería . Ed. Tehnica, Bucarest, 1991, 248 p.
- Juega como libertad . Editura Scripta, 2003, 288 p.
- Encuentro con los extremos. Escritores en el horizonte de la ciencia . Editura Paralela 45, 2005, 308 p.
- Educación en exposición . Editura Spandugino, 2011, 176 p.
- Open Wounds, Editorial Spandugino, Bucarest, 2012:[8] vol. I - (2011, 1249 pág.); vol. 2 - Cultura bajo dictadura (2012, 1084 p.); vol. 3 - Testifico (2013, 608 p.); vol. 4 - Dezmeticindu ne (2015, 1028 p.); vol. 5 - Fuego y espejo (2015, 709 p.); vol. 6
- Idioma rumano: entre el infierno y el paraíso . Editura Spandugino, 2015, 80 p.
- Diez necesidades humanas . Editura Spandugino, 2015, 137 p.
- La soledad del matemático . Editura Spandugino, 2015, 89 p.
- La necesidad de personas, volumen 1. Editura Spandugino, 2015, 914 p.
- Paradigma universal. Edición completa , Editura Paralela 45, Pitești, 2016,[9] 1104 p.

### Artículos en inglés
- Matemáticas y poesía: discrepancias dentro de las similitudes, puentes: conexiones matemáticas en el arte, la música y la ciencia (1998)
- La lectura de números como metáfora del universo , Puentes: conexiones matemáticas en el arte, la música y la ciencia (1999)
- El matrimonio arte-ciencia, de la disputa al entendimiento , puentes: conexiones matemáticas en el arte, la música y la ciencia (1999)
- El teatro de las matemáticas y las matemáticas del teatro, Puentes: conexiones matemáticas en el arte, la música y la ciencia (1999)

## Varios (coordinador, traductor)
- Dimitrie Pompeiu, Trabajo matemático. Academy Publishing House, Bucarest, 1959 (editorial y estudio introductorio).
- W. Ross-Ashby , Introducción a la cibernética . Bucarest, Editorial Técnica, 1971 (traductor)
- Honolulu - por W Somerset Maugham. Bucarest, Editorial Universitaria, Colección Globus, 1974, 295 p. (Traductor)
- La semiótica del folclore. Enfoque lingüístico-matemático. Academy Publishing House, Bucarest, 1975. (editorial y estudio introductorio).
- Métodos distributivo-algebraicos en lingüística. Academy Publishing House, Bucarest, 1977 (editorial y estudio introductorio).
- La semiótica formal del folclore. Enfoque lingüístico-matemático. Ed. Klincksieck, París - Academy Publishing House, Bucarest, 1978 (editor y estudio introductorio).
- Ambigüedades contextuales en lenguajes naturales y artificiales, vol. 1, Comunicación y cognición, Gante, Bélgica, 1981 (prefacio y coordinador).
- Métodos matemáticos en cuestiones de desarrollo. Academy Publishing House, Bucarest, 1982 (editorial y estudio introductorio).
- Semiótica matemática de las artes visuales. Editorial científica y enciclopédica, Bucarest, 1982 (editorial y estudio introductorio).
- Actas del Simposio sobre Lingüística Algebraica celebrado del 10 al 12 de febrero de 1970, Smolenice. Editorial, Academia Eslovaca de Ciencias, Bratislava, 1973 (en colaboración con Jan Horecky y Laszlo Kalmar).
- Poética y Matemática. Número especial de la revista POETICS, Mouton, La Haya, no 10, 1974 (editor y coordinador).
- El estudio formal del drama. Número especial de la revista POETICS, North Holland, Amsterdam, vol. 6, n. 3/4, 1977 (editor).
- Teoría y práctica de la recepción. Número especial de la revista "Degres", Bruselas, 1981 (en colaboración con I. Coteanu, P. Miclău y R. Munteanu).
- Semiótica rumana. Imprenta de la Universidad de Bucarest, 1981 (en colaboración con P.Miclău).
- Ambigüedades contextuales en lenguajes naturales y artificiales, vol. II, "Comunicación y cognición", Gante, Bélgica, 1983 (prefacio y coordinador).
- El estudio formal del drama, II. Número especial de la revista POETICS, Amsterdam, vol.13, no.1 / 2, 1984 (editor y coordinador).
- Importancia y comunicación en el mundo contemporáneo. Editorial Politică, Bucarest, 1985 (prefacio y antólogo).
- Modelos matemáticos y semióticos de desarrollo social. Academy Publishing House, Bucarest, 1986 (prefacio y coordinador).
- Gr.C.Moisil, Opera matematică, vol. 1, Academiei Publishing House, Bucarest, 1976 (editor y estudio introductorio).
- Gr.C.Moisil, Opera matematică, vol. II, Academy Publishing House, Bucarest, 1980 (editorial y estudio introductorio).
- Miron Nicolescu, Trabajo matemático. Funciones poliarmónicas. Academy Publishing House, Bucarest, 1980 (editorial y estudio introductorio).
- Gr.C.Moisil, Opera matematică, vol. III, Academy Publishing House, Bucarest, 1992 (editorial y estudio introductorio).
- Miron Nicolescu, Trabajo matemático. Ecuaciones elípticas y parabólicas. Academy Publishing House, Bucarest, 1992 (editorial y estudio introductorio).
- Alexandru Froda, Opera matematică, vol. 1. Editorial de la Academia Rumana, Bucarest, 2003 (editorial y estudio introductorio).
- Alexandru Froda, Ópera matemática, vol. II. Editorial de la Academia Rumana, Bucarest, 2004 (editor y prefacio).
- En colaboración con Afrodita Iorgulescu, Sergiu Rudeanu, Dragoș Vaida: Moisil's Centennial. Cincuenta años de informática en Rumanía. Editorial de la Academia Rumana, Bucarest, 2007.
- Volviendo al argumento (audiolibro) - con Horia-Roman Patapievici. Bucarest, Editorial Humanitas Multimedia. Duración total: 0:50:29
- Encuentros con Solomon Marcus (2 vols.) - volumen homenaje. Editura Spandugino, 2010, 1848 p.

## Ediciones en lengua extranjera
- Introducción matemática a la lingüística estructural . Dunod, París, 1967, XII + 282 p.
- Lingüística algebraica; Modelos analíticos . Academic Press, Nueva York, 1967, XIV + 254 p.
- Moderadamente algebraico jazyka . Ed. Academia, Praga, 1969, 289 p.
- Jazykov modelo teórico-mnozestvennye . Ed. Nauka, Moscú, 1970, 332 p. (Traducción de los primeros cinco capítulos del libro 10 y del último capítulo del libro 9).
- Introducción a la lingüística matemática . Casa editrice Riccardo Patron, Bolonia, 1970, 448 p. (En colaboración con E. Nicolau y S. Stati).
- Poética matemática . Ed. Academiei, Bucarest-Athenaum Verlag, Fráncfort del Meno, 1973, 437 p.
- Matemática poética . Ed. Nolit, Belgrado, 1974, 337 p.
- Análisis matemático ctena podruhe . Ed. Academia, Praga, 1976, 234 p.
- A nyelvi szépség matematikája . Ed. Gondolat, Budapest, 1977, 400 p.
- La semiótica formal del folclore. Enfoque lingüístico-matemático . Ed. Klincksieck, París - Ed. Academiei, Bucarest, 1978, 309 p.
- Introducción a la lingüística matemática . Ed. Teide. Barcelona, 1978, 386 p. (Traducción española revisada y completada del libro 5).
- Ambigüedades contextuales en lenguajes naturales y artificiales . Vol. 1, Ed. Comunicación y cognición, Gante, Bélgica, 1981, 138 p.
- Snmeia gia ta snmeia . Ed. Pneumatikos, Atenas, 1981, 119 p.
- A la paradoja . Ed. Pneumatikos, Atenas, 1986, 126 p.
- Lenguaje, lógica, cognición y comunicación; Un enfoque semiótico, computacional e histórico . Informe 9/96. Grupo de Investigación en Lingüística Matemática e Ingeniería del Lenguaje. Informes Universidad Rovira i Virgili, Tarragona, España, 1996, 184 p.
- Matemáticas en Rumania . Baia Mare, CUB Press 22, 2004, 84 p.
- Palabras y lenguajes en todas partes, Polimetrica, International Scientific Publisher, 2007, 542 p.

## Premios literarios y científicos
- Premio "Timotei Cipariu" de la Academia Rumana (1964).
- Premio "Gh. Lazăr" de la Academia Rumana (1967).
- Gran Premio de la Academia Este-Oeste, Curtea de Argeș, 2003.
- Premio revista Cuvântul 2007 de ensayo y crítica literaria.
- Gran Premio "George Bacovia" otorgado en la Gala de los Premios Athenaeum, Bacău, 2011.
- Diploma de Excelencia y Premio del Centro Cultural "George Apostu", Bacău, 2011.
- Premio a la Excelencia a toda la actividad otorgado en la Gala "Comunicaciones Móviles", 9.ª edición, 2012.
- Premio especial en la Gala "People of Time", Iași, 2015.
- Laureado en el capítulo Carreras "porque es el más querido entre los académicos", en la Gala de la Revista Foreign Policy, Bucarest, 2016.
- Premio de la Fundación Templeton (EE. UU.).

## Reconocimientos
- Miembro del Club de Roma.
- Fue decorado por Su Majestad el Rey Miguel I con la decoración Nihil Sine Deo (2011) .
- En 2000, fue galardonado con la Orden Nacional de Servicio Fiel en el rango de Comandante ,
- En 2011, la Orden Nacional del Servicio Fiel en el rango de Gran Oficial .
- En 2015, la Orden Nacional "Estrella de Rumania" en el rango de Caballero .
- El académico Solomon Marcus fue enterrado con honores militares.[10]
- Ciudadano honorario de los municipios de Iași, Botoșani, Bacău.
- Doctor honoris causa de la Universidad de Craiova (1999), de la Universidad "Vasile Alecsandri" de Bacău (2003), de la Universidad de Petroșani (2003), de la Universidad "Ovidius" de Constanța (2005), de la Universidad del Oeste de Timișoara (2009), de la Universidad "Apollonia" de Iași (2013), de la Universidad "Agora" de Oradea (2015).

### Entrevistas
- Matemáticas y arte: en busca del denominador común. Entrevista con Solomon Marcus, Raluca Alexandrescu, Cultural Observatory - número 23, agosto de 2000
- Entrevista con el profesor Solomon Marcus, 2005
- "No aprendí menos de mis alumnos que de mis profesores" Archivado el 31 de marzo de 2016 en Wayback Machine., Simona Vasilache, Rumanía Literaria, 22/09/2006 - 29/09/2006
- "No aprendí menos de mis alumnos que de mis profesores" (II) Archivado el 31 de marzo de 2016 en Wayback Machine., Simona Vasilache, Rumanía Literaria, 29/09/2006 - 06/10/2006
- "Matemáticas, tan inefables como la poesía, Corina Rujan, Revista Orizont, 19 de septiembre de 2008
- "Somos víctimas de un sistema educativo enfermo", Razvan Braileanu, Revista 22, 3 de agosto de 2010
- La cultura vence a la crisis. "Necesitamos un espectáculo como el aire" , Carmen Mușat, Observatorio Cultural - número 554, diciembre de 2010
- "La vida es un espectáculo que nunca me canso de contemplar" (enlace roto disponible en Internet Archive; véase el historial, la primera versión y la última)., Andreea Tudorica, 2 de mayo de 2011, Jurnalul National
- Solomon Marcus, matemático: "Viví en dos universos: de poesía y de guerra", Roxana Lupu, 7 de octubre de 2011, Adevărul
- "¡No tenía derecho a burlarme de mi vida!" Archivado el 2 de agosto de 2021 en Wayback Machine. , Oana Olariu, 2 de noviembre de 2011, Opinión estudiantil
- Hablando con un gran científico - Solomon Marcus - "Mi pasaporte a la universalidad fueron las matemáticas", Dia Radu, Fórmula AS - año 2012, número 1029
- "La regulación actual del patrimonio cultural es completamente injusta", Marian Draghici, 1-2 de 2012, Romanian Life
- "No juego con las palabras", Marian Draghici, 3-4 / 2012, Romanian Life
- El espectáculo Marcus (I), Marian Draghici, 3-4 / 2012, Vida rumana
- El espectáculo Marcus (II), Marian Draghici, 5-6 / 2012, Vida rumana
- "¡Ten hambre, vuélvete loco! ¡No dejes que otros vivan tu vida! " , The Truth, 17 de diciembre de 2012
- El premio Nobel Luc Montagnier responde a las preguntas de Solomon Marcus, Marian Draghici, Romanian Life, Nr. 1-2 / 2013
- "El gran juego" y juego sorprendentemente creativo Archivado el 3 de abril de 2016 en Wayback Machine., Cătălin Mamali, Rumanía literaria, 19/07/2013 - 25/07/2013
- "Estaba escuchando a Enescu en los ensayos, en el Athenaeum", Adevărul, 10 de septiembre de 2013
- "La raíz del mal en la crisis laboral está en el sistema educativo", 8 de octubre de 2013, Simona Popescu, Evenimentul zilei
- Internet: qué es, qué podría y qué debería ser: una discusión entre Daniel Dăianu y Solomon Marcus Archivado el 3 de abril de 2016 en Wayback Machine., Rumanía Literaria, 31/10/2014 - 06/11/2014
- "Rumanía tiene, de todos los países europeos, el mayor número de médicos por millón de habitantes" Archivado el 9 de abril de 2016 en Wayback Machine., Alexandru Căutiș, 30 de abril de 2014, Kamikaze
- “A veces voté no con los mejores, sino con los menos malos. Esta es la situación en Rumanía " , 13 de octubre de 2014, Andreea Ofiteru, Gândul
- "Por todo el mal en la sociedad, cuando esperas a analizarlo y vas a la raíz, llegas a los pecados de la educación", Bogdan Neculau, 1 de marzo de 2015
- "El mayor error que puede cometer un hombre es pensar que ha entendido completamente a la mujer y dejar de buscarla", 8 de marzo de 2015, Andreea Ofiteru, Gândul
- Entrevista con Solomon Marcus: el idioma turco tiene un gran misterio, 14 de mayo de 2015
- Entrevista a Solomon Marcus, académico: "Hasta los 20 años, solo vestía la ropa de mis hermanos", Adevărul, 26 de septiembre de 2015
- "Soy el portavoz de los mudos: el estudiante", Blog de Istodor, 2 de diciembre de 2015
- "La gran apuesta de la vida es no dejar que el tiempo se nos acerque", Cristian Pătrășconiu, 5 de enero de 2016, Lapunkt

### Secciones culturales
- Colaboradores
- Viejo dilema Archivado el 2 de abril de 2016 en Wayback Machine.
- Liternet
- Rumania literaria Archivado el 3 de abril de 2016 en Wayback Machine.
- El observatorio cultural
- Tribuna de la educación
- Conversaciones literarias
- (enlace roto disponible en Internet Archive; véase el historial, la primera versión y la última).  (enlace roto disponible en Internet Archive; véase el historial, la primera versión y la última).  (enlace roto disponible en Internet Archive; véase el historial, la primera versión y la última).  (enlace roto disponible en Internet Archive; véase el historial, la primera versión y la última).  (enlace roto disponible en Internet Archive; véase el historial, la primera versión y la última).  (enlace roto disponible en Internet Archive; véase el historial, la primera versión y la última).  (enlace roto disponible en Internet Archive; véase el historial, la primera versión y la última). Ideas en diálogo
- Revista en idioma rumano

### Video
- En memoria de Solomon Marcus Archivado el 25 de marzo de 2016 en Wayback Machine.
- La infancia de Salomón
- Entrevista con Solomon Marcus
- profesionales
- 100% garantizado
- programa de televisión
- Entrevista al profesor Solomon Marcus sobre el estado actual de aburrimiento y diversión
- "Es una mala alianza entre los libros de texto y los profesores. Los alumnos, en cuanto cruzan el umbral de la escuela, entran en un estado de tensión "
- “La palabra clave en la escuela rumana es agresión. Cada página del libro de texto agredió al niño "
- La maestra de 90 años con alma joven
- Las 10 necesidades humanas narradas por Solomon Marcus